# گئورگیان
گئورگیان  (زبان ارمنی: Գեվորգյան), یکی از نام‌های خانوادگی رایج در میان ارمنیان می‌باشد.
- آرا گئورگیان، نوازنده، آهنگساز و تهیه‌کننده موسیقی
- آرائیک گئورگیان، کشتی‌گیر
- آرام گئورگیان، با نام هنری آرامو
- آرتور گئورگیان، بوکسور
- آرمن گئورگیان (سرمایه‌گذار)
- آستغیک گئورگیان
- آوتیک گئورگیان
- المیرا گئورگیان
- ترزا گئورگیان
- زیناور گئورگیان
- سرپوهی گئورگیان
- سونا گئورگیان
- سیرانوش گئورگیان
- فلیکس گئورگیان
- کاجیک گئورگیان
- گئورگ گئورگیان (نمایشنامه‌نویس)
- گئورگی گئورگیانتس
- ماریانا گئورگیان
- مامیکون گئورگیان
- مانه گئورگیان
- ناهاپت گئورگیان، سیاست‌مدار
- پیش‌نویس:واهاگن گئورگیان (سیاستمدار)
- واهان گئورگیان، بازیکن فوتبال
- هاملت گئورگیان (دانشمند)
- میساک تر-گئورگیان